# Acacia visneoides
Acacia visneoides é uma espécie de leguminosa do gênero Acacia, pertencente à família Fabaceae.